# Осиромашени уранијум
Осиромашени уранијум је уранијум, који има смањен удео изотопа уранијума-235. Ранији називи, као "Q-метал", "depletalloy" и "D-38", који су се односили на осиромашени уранијум више се не користе.
Осиромашени уранијум, је споредни производ процеса обогаћења природног уранијума за употребу у нуклеарним реакторима. Када се елиминише већи део фисибилног радиоактивног изотопа природног уранијума, остатак се назови осиромашени уранијум. Мање чест извор овог материјала је прерађено нуклеарно гориво. Порекло осиромашеног уранијума може се утврдити на основу садржаја уранијума-236. Као токсичан и радиоактиван отпадни производ, који тражи дугорочно складиштење, као и нуклеарни отпад, осиромашени уранијум је скуп за складиштење, али то је релативно јефтино произвести. Главни трошкови су они који су потребни за производњу метала уранијума из UF6. Његова изузетно велика густина, мало мање него волфрамa, и његова ниска цена чине га примамљивим за многе употребе. Међутим, материјал је подложан корозији, и његове ситне честице су запаљиве.

## Историја
Осиромашени уранијум се складишти од 1940. године. године, када су САД и Совјетског Савеза почели су са својим програмима нуклеарне енергије и нуклеарног оружја. Иако, је могуће пројектовати и нуклеарне реакторе за цивилну употребу, који би користили осиромашени уранијум, само 10% од свих реактора који су икада направљени користи ову технологију. И производња нуклеарног оружја и поморских реактора захтевају концентрисане изотопе. У почетку се осиромашени уранијум, складиштио у нади да ће се наћи ефикасне технологије обогаћивање, које би омогућиле даљу екстракцију фисибилних изотопа уранијума која се задржала у њему. Међутим, ове наде се нису обистиниле.
1970-их година Пентагон је објавио, да је војска Совјетског Савеза развила оклоп за тенкове Варшавског уговора, који НАТО муниција није могла да пробије. Пентагон је почео испитивање материјала са којим ће произвести муницију веће пробојне моћи. Након тестирања различитих метала, истраживачи су изабрали осиромашени уранијум. Он је користан, као муниција, не само због својих јединствених физичких особина и ефикасности, али и зато што је јефтин и лако доступан. Волфрам, као потенцијални материјал, морао би да се увезе из Кине. Са залихама осиромашеног уранијума, које су процењене на више од 500 000 тона, финансијског оптерећење складиштења толике количине радиоактивног отпада, било је више него очигледно. Због тога је било више економски оправдано да се користи осиромашени уранијум, него да се даље чува. Од краја 1970-их година уСАД, СССР, Уједињено Краљевство и Француска почели су да се претварају своје залихе осиромашеног уранијума у кинетичке пенетраторе.

## Производња и доступност
Природни уранијум се састоји од 0,71% уранијума-235, 99,28% уранијума-238 и око 0,0054% уранијума-234. Да би производио обогаћен уранијум користи се процес изотопске сепарације, са којима се издваја значајан део U-235 који се користи за добијање нуклеарне енергије, оружја и у друге сврхе. Преостали "осиромашени уранијум" садржи само 0,2% до 0,4% U-235. Због тога што се у природном уранијуму налази тако мали проценат U-235, процес његовог богаћења даје велику количину осиромашеног уранијума. На пример, да би се произвео 1 кг 5% обогаћеног уранијума захтева 11,8 kg природног уранијума, након чега је остало 10,8 кг осиромашеног уранијума, у коме се налази само 0,3% U-235.
Комисија за Нуклеарну Регулацију (КНР), дефинише "осиромашени уранијум", као уранијум у коме је проценат урановог изотопа U-235, мање 0,711% од укупне тежине.

### Светске залихе осиромашених уранијума
| Држава               | Организација | Осиромашени уранијум залихе (тона) | Означена |
| -------------------- | ------------ | ---------------------------------- | -------- |
| САД                  | ДОЕ          | 480,000                            | 2002     |
| Русија               | FAEA         | 460,000                            | 1996     |
| Француска            | COGEMA       | 190,000                            | 2001     |
| Уједињено Краљевство | BNFL         | 30,000                             | 2001     |
| Немачка              | URENCO       | 16,000                             | 1999     |
| Јапан                | JNFL         | 10,000                             | 2001     |
| Кина                 | CNNC         | 2,000                              | 2000     |
| Јужна Кореја         | KAERI        | 200                                | 2002     |
| Јужна Африка         | NECSA        | 73                                 | 2001     |
| УКУПНО               | 1,188,273    | 2002                               |          |

## Војне примене
Осиромашени уранијум има веома велику густину од 19050 кг/м³, што је 70% веће од густине олова. Због његове тежине, пројектила са мањим пречником у поређењу са истим од олова, има мањи аеродинамички отпор и бољи продор, због већег притиска у тренутку удара. Пројектил са осиромашеним уранијумом често се запали због својих запаљивих својстава. Муниција са осиромашеним уранијум, у облику артиљерске муниције, тенковске, и војно-поморске артиљерске муниције, развијена од стране оружаних снага више земаља.
САД је тврдило да свом наоружању не користи осиромашени уранијум, све до 2001. године, када су научници УН пронашли доказе, загађења осиромашеним уранијум током војне агресије на територију Србије. Војска САД је признала постојање овог проблема и већ следећег дана објавила да почиње да раде на решавању овог проблема. Већина војне употребе осиромашеног уранијума је, 30-мм артиљеријом, у основи, као што је 30 мм PGU-14/B], који се користи GAU-8 Авенгер топ, који је саставни део наоружања А-10 Тхундерболт 2, авиони, који се користе ваздушне снаге САД. Гранате калибра 25 mm са осиромашеним уранијум користио M242 топ, постављен је на Бредли тенку и ЛАВ-AT. Поморски корпус САД користи пројектиле са осиромашеним уранијум калибра 25 mm PGU-20, који је објавио GAU-12 Екуализер топ, који је део наоружања авиона АВ-8Б Харриери гранате од 20 мм користи се и M197 топ у саставу наоружања АХ-1 Кобра хеликоптер. Одбрана САД у оквиру свог ракетног система Phalanx CIWS и топове M61 Vulcan користи 20-мм оклоп пробојне гранате са пластичним омотачем, које они одбацују, који су прављени користећи осиромашени уранијум, који је касније замењен volframom.

### Оклопне плоче
Због своје високе густине осиромашени уранијум може да се користи у оклопу тенка, где се налази смештен између две челичне плоче. Неки нови тенкови америчке производње M1A1HA и M1A2 Abrams произведене после 1998. године. године у оклопним плочама у предњем делу трупа и испред куполе тенка имају ојачања од осиромашеног уранијума, а постоји и програм надоградње остатка оклопа.

### Пројектилна муниција
Најчешћа употреба осиромашеног уранијума у наоружању су кинетички пенетратори који имају противоклопну улогу. Граната се састоји од дугачког и танког пенетратора који је обавијен омотачем који се избацује. Израђује се од волфрама и осиромашеног уранијума или од легуре која се назива слаба легура.
При удару са метом, као што је оклопно возило врх гранате се ломи тако да и даље остаје оштар. Удар и накнадно ослобађање топлоте узрокује његову дезинтеграцију у прашину која се пали у контакту са ваздухом због своје запаљивости. Након што уђе у возило он експлодира, често палећи гориво у возилу и разноси посаду и возило,
Војска САД користи топове од 120 mm ili 105 mm који су у саставу M1 Abrams i M60A3 tenkova. Руска војска користи муницију осиромашеног уранијума у тенковима од касних 1970. тих година као топовску муницију од 115 mm топова у склопу T-62 тенка i 125 mm топова у склопу T-64, T-72, T-80 i T-90 тенкова.
Сматра се да између 17 и 20 земаља има у својим арсеналима оружје са осиромашеним уранијумом: САД, Велика Британија, Француска, Русија, Грчка, Турска, Израел, Саудијска Арабија, Бахреин, Египат, Кувајт, Пакистан, Тајланд, Ирак и Тајван. Муниција с осиромашеним уранијумом се производи у 18 земаља. САД и Велика Британија су једине, до сада признале коришћење овог оружја.

## Правни статус оружја
Међународни Суд Правде 1996. године, дао је мишљење о легалности претње или употребе нуклеарним оружјем. Ово је постало јасно, у ставу 54, 55 и 56, што је међународни закон о отровним оружјима ( Друга хашка конвенција, Хашка конвенција и Женевски протокол од 17. јуна 1925. године), не укључују и нуклеарно оружје, због тога што њихова примарна и искључива употребе није да отрују или угуше. Током 1996. и 1997. године Поткомисија за Спречавање Дискриминације и Заштиту Мањина при Комисији за људска Права Уједињених нација, покренула је две иницијативе. Они су пописали оружја за масовно уништење или оружја индискриминирајућег ефекта, или таквог карактера, да изазивају сувишне повреде или непотребну патњу, и захтевале од свих држава, да смање производњу и ширење таквог оружја. На листи је и оружје на бази осиромашеног уранијума. Али, како је оружје на бази осиромашеног уранијума релативно ново оружје не постоји споразум, којим се њиме управља, ограничава или забрањује његово коришћење. 2001. године Карла дел Понте, главни тужилац Међународног суда за ратне злочине за бившу Југославију, изјавила је да се употреба оружја на бази осиромашеног уранијума од стране НАТО-а може се истражити као ратни злочин. Louise Arbour, наследница Карла дел Понте као главни тужилац формирала је Веће тужиоца, са задатком да испита ове оптужбе. Веће је закључило да не постоји посебна забрана о употреби пројектила на бази осиромашеног уранијума. Постоји растући научна расправа, у којој је изражена забринутост у вези са повећањем коришћења таквих пројектила. Тражи се да се у будућности формира консензус у међународним правним круговима, где употреба таквог оружја крши основне принципе закона који се примењују на оружје у оружаном конфликту. Такав консензус данас не постоји.

## Цивилне примене
Цивилна примена осиромашеног уранијум веома је ограничена, и као по правилу, повезана је са његовим радиоактивним својствима. Главна примена је као баласт, због своје велике густине. Таква примена укључује једриличарске кобилице, као противтежа и потапајућа шипка у нафтним бушотинама, жироскопским роторима, и на другим местима, где постоји потреба да се повећа тежина на што мањем простору.
Користи се и као порцелан за зубе, разне врсте хемикалија које се користе у хемијским лабораторијама. Уранијум, био широко коришћен као материјал, која је давао боју фарфору и стаклу у 19. веку.
Осиромашени уранијум се користи за облагање извора зрачења који се користе у медицини и индустријској радиографији.

## Ризици за здравље

### Радиолошка и хемијска токсичност
Радиолошка опасност од чистог осиромашеног уранијума је релативно ниска, мања је од 60% од оне која настаје код природног уранијума, зато што је код осиромашеног уранијума већ уклоњена већина радиоактивних изотопа, као и због дугог његовог времена полураспада од 4,46 милијарди година. Осиромашени уранијум се разликује од природног уранијума по свом изотопском саставу, али су биохемијске активности у већини случајева исте као и код природног уранијума. Уран је запаљив, када је у облику ситног праха. Он ће кородирати под утицајем ваздуха и воде и произвешће нерастворљиве уранијума (IV) и растворљиве уран-(IV) соли, као што су уранил соли, које су токсичне. Уран се акумулира у неколико органа, као што су јетра, слезина и бубрези. Светска Здравствене Организације је утврдила дозвољену количину растворљивих уранових соли, у износу од 0,5 мг недељно/кг телесне масе. Хемијска токсичност уранових соли виша је од његове радиолошке токсичности.

### Здравствени ефекти
Радиолошка опасност зависи од чистоће уранијума, и постоји могућност да ће осиромашеног уранијума. То не би требало да се односи на осиромашеним уранијум, који је добијен, као остатак током процеса обогаћивање уранијума. Могуће опасности у току излагања осиромашеном уранијуму привукла су пажњу због резултата употребе муниције са осиромашеним уранијумом током рата у персијском заливу. Поједини посматрачи сматрају да је утицај уранијума са свим његовим једињењима могао бити узрок или фактор доприноса синдрому рата у персијском заливу. Многи научници не верују у то. Дуготрајни ефекти на становништво, које живи у областима у којима је коришћена муниција са осиромашеним уранијумом такође изазвали забринутост.

## Потврђени здравствени ефекти

### Директни ефекти на људе
- Оштећење бубрега - Излагање осиромашеном уранијуму може изазвати оштећење бубрега код људи

### Токсични ефекти доказани у лабораторијским условима
- Цитотоксично деловање - Осиромашени уранијум показује штетно деловање на ћелије
- Генотоксично деловање - Доказано оштећење генетског материјала у испитивањима на животињама
- Канцерогено деловање - Потврђена способност изазивања рака у студијама на животињама

### Репродуктивни ефекти
- Женски репродуктивни поремећаји - Епидемиолошки подаци показују везу између уранијума и репродуктивних проблема код жена
- Тератогенетска својства - Доказано је да код глодара и жаба уранијумове соли растворљиве у води имају тератогенетска својства

### Ограничења тренутних сазнања
- Непотпуни докази - Докази о здравственим ефектима које има осиромашени уранијум на људе су непотпуни

### Дугорочни ризици за становништво
- Контаминација животне средине - Након употребе муниције са осиромашеним уранијумом током оружаних сукоба, присуство осиромашеног уранијума и његових једињења у:
  - Земљи и води
  - Опреми и зградама
- Фактори ризика - Степен контаминације зависи од великог броја фактора
- Временски оквир опасности - Представља и краткорочну и дугорочну опасност за здравље локалног становништва

### Контроверзе и супротна мишљења
Постоји значајна научна расправа о здравственим ефектима осиромашеног уранијума. Неке студије и истраживачи тврде да употреба оружја са осиромашеним уранијумом доводи до неколико здравствених проблема, укључујући рак, урођене мане и респираторне проблеме.
Међутим, неке студије које укључују стварно излагање људи приказују сложену слику. Почетно истраживање Хупера и сарадника (1999) на великом броју америчких ветерана Заливског рата са уграђеним осиромашеним уранијумом показало је повишене нивое уранијума у урину, али без значајних проблема са бубрезима. Лонгитудинална студија МекДајармида и сарадника (2006, 2007) није пронашла статистички значајне здравствене разлике између ових ветерана и њихових колега који нису били распоређени током неколико година, иако су приметни неки показатељи потенцијалног оштећења бубрега.
Студија ИАЕА је указала да "постојање остатака осиромашеног уранијума расутих у животној средини не представља радиолошку опасност за становништво погођених региона". Други документ ИАЕА је тврдио да људи неће бити изложени значајним количинама осиромашеног уранијума кроз воду и изворе хране, и да локално становништво генерално не трпи значајне здравствене ефекте као резултат ове супстанце.
Упркос критикама, осиромашени уранијум је класификован од стране Међународне агенције за истраживање рака као канцероген Групе I, карактерисан "ограниченим доказима код људи и довољним доказима у експериментима на животињама".

### Еколошки утицај
Када се муниција са осиромашеним уранијумом користи у борби, уранијум се претвара у прашину која се удише од стране војника близу места експлозије. Ветар затим носи прашину у околне области, загађујући локалну воду и пољопривреду. У зависности од хемијских својстава различитих земљишта и стена, временски услови пенетратора од осиромашеног уранијума варирају. У кварцном песку, граниту или киселим вулканским стенама, стопе растварања могу бити довољно високе да доведу до локалног загађења подземних вода.
1. 1 2 3  A. Bleise;  . (2003). „Properties, Use and Health Effects of Depleted Uranium (DU)”. Journal of Environmental Radioactivity. 64: 93—112.
2. ↑  Keith Sypott. „The Legality of Depleted Uranium Munitions Under International Humanitarian Law”. Victoria University Law Journal.
3. ↑  „Health effects of depleted uranium” (PDF). World Health Organization. 2001.
4. ↑  Fatemeh Shaki;  . (2020). „A Review on Toxicodynamics of Depleted Uranium”. Iranian Journal of Pharmaceutical Research. 19 (3): 95—114.
5. 1 2 3  „A bibliometric analysis of the research on 'Depleted Uranium'”. Frontiers in Political Science. 2025.
6. 1 2  „Depleted Uranium, Devastated Health: Military Operations and Environmental Injustice in the Middle East”. Harvard International Review. 2021.